# Chauffeur

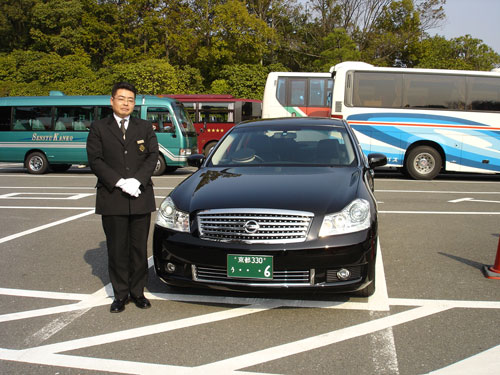
Chauffeur

Ein Chauffeur oder Schofför (weibl., besonders in der Schweiz: Chauffeuse/Schofföse, im älteren deutschen Sprachgebrauch Kraftwagenführer, in Österreich amtlich Kraftwagenlenker) ist eine Person, deren Beruf es ist, andere in einem Personenkraftfahrzeugen zu befördern (z. B. Dienstwagen-, Taxichauffeur). Im Gegensatz zum Berufskraftfahrer handelt es sich dabei nicht um ein staatlich anerkanntes Berufsbild. In der Schweiz, in Österreich, den Niederlanden und Altbayern werden Motorfahrzeugführer im Allgemeinen als Chauffeur oder Lenker bezeichnet; insbesondere bei öffentlichen Verkehrsmitteln spricht man in diesen Ländern – anders als im übrigen deutschsprachigen Gebiet – nicht vom Busfahrer, sondern vom Buschauffeur.

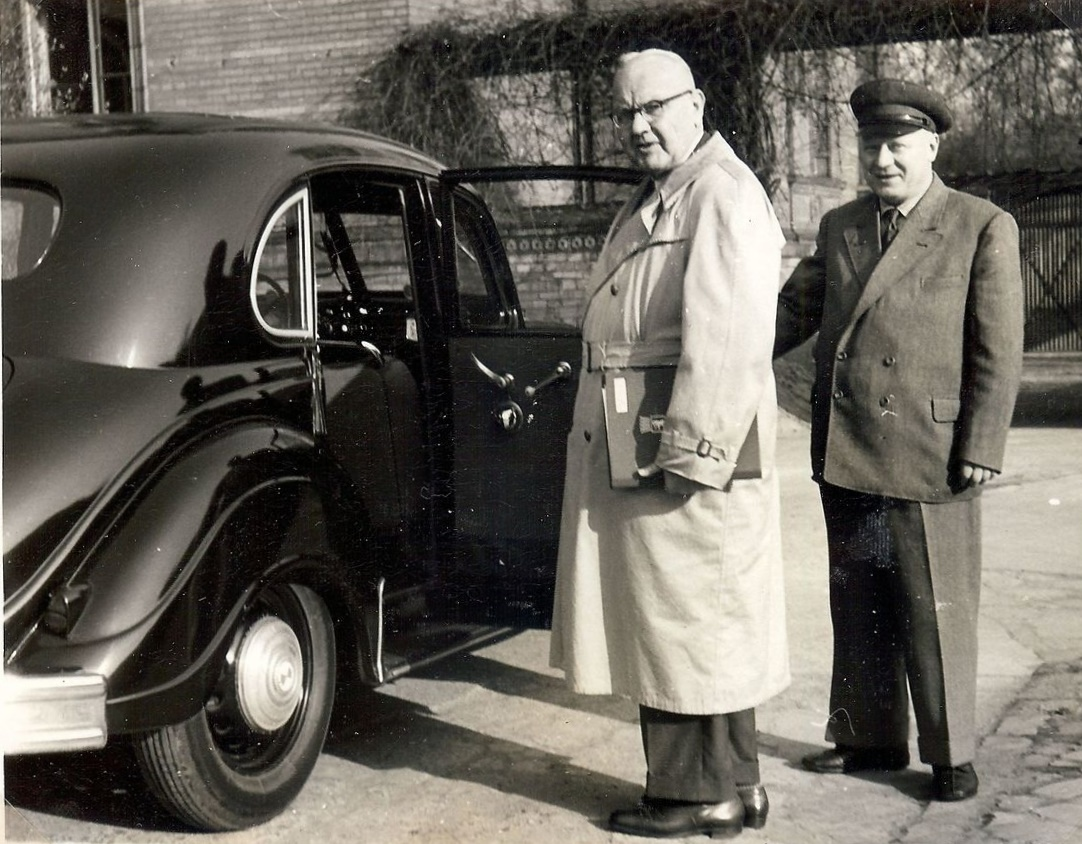
Der Chauffeur (rechts) von Heinrich Klose

Mit dem Einsatz von Pkw steht er in der Nachfolge des Kutschers. Im engeren Sinne meint man damit den Fahrer, der im Auftrag einer Person, eines Unternehmens oder einer Dienststelle für die Beförderung von Personen im Arbeitsverhältnis steht. Dabei nahm in der Vergangenheit auch die Pflege und Wartung des Fahrzeugs einen breiten Raum ein, da frühere Automobile wesentlich wartungsbedürftiger waren als heutige Modelle. Daher waren viele Chauffeure ausgebildete Mechaniker. Daneben waren und sind ein entsprechendes Auftreten und Erscheinungsbild erwünscht wenn häufig Fahrten zu offiziellen Anlässen unternommen werden, insbesondere bei einer Tätigkeit für Geschäftsleute oder Politiker.

## Etymologie
Etymologisch ist das Wort aus dem Französischen chauffeur für Heizer entlehnt. Das Wort gehört zu frz. chauffer, was im Deutschen warm machen, heizen bedeutet. Das französische Wort geht zurück auf vlat. calefare. Ursprünglich verstand man unter dem Chauffeur einen Lokführer, der auch als Heizer und Mechaniker tätig war. Später wurde das Wort als Schofför ins Deutsche eingedeutscht.

## Aufgabengebiete in der Gegenwart
Das Aufgabengebiet eines Chauffeurs lässt sich im Wesentlichen in drei Bereiche aufteilen:
- Privatchauffeur
- Dienstwagenfahrer, Vorstandsfahrer bzw. Chefkraftfahrer
- Chauffeur bei einem Limousinenservice

In allen drei genannten Bereichen gehört zur Tätigkeitsbeschreibung:
- das Führen des Fahrzeuges
- die Pflege des Wagens
- kleinere Wartungsarbeiten, wie Reinigung, Prüfen und Nachfüllen von Schmierstoffen, Kühlmittel und Waschwasser

Je nach Aufgabenbereich ist ein entsprechendes Wissen in den Bereichen Auftreten und Umgangsformen, Fahrsicherheit, Personenschutz und Erste Hilfe dienlich.

## Privatchauffeur
Unter Privatchauffeuren versteht man den persönlichen Fahrer einer wohlhabenden Privatperson. Dieses Thema wurde in dem Film Miss Daisy und ihr Chauffeur aufgegriffen. Abhängig von den persönlichen Qualifikationen ist es nicht unüblich, dass der Chauffeur auch den Stellenwert eines Butlers hat, Hunde ausführt oder für Gartenarbeiten sowie Botengänge zur Verfügung steht.

## Dienstwagenfahrer
Dienstwagenfahrer arbeiten bei Firmen oder Behörden. Firmenfahrer, die dem Vorstand zur Verfügung stehen, werden in der Regel als „Vorstandsfahrer“ bezeichnet. In der Regel haben nur die Mitglieder des Vorstandes bzw. der Geschäftsleitung persönliche Fahrer. Den Mitgliedern aus dem gehobenen Management steht ggf. eine Fahrbereitschaft zur Verfügung, bei der je nach Verfügbarkeit Fahrer angefordert werden können. Diese Tätigkeit des „Vorstandsfahrers“ ist eng mit den gegebenenfalls beigestellten Sicherheitskräften und dem in der Vorstandsassistenz tätigen Personal verzahnt.

## Tätigkeit bei Behörden in Deutschland
Bei größeren Behörden gibt es meistens eine Fahrbereitschaft. Während in der Vergangenheit meist die Leiter der obersten Behörden (sowie der Ober- und Mittelbehörden) persönliche Fahrer hatten (sog. „Chefkraftfahrer“), ging man zum Jahrtausendwechsel dazu über, Chefkraftfahrer nur noch den Leitern der obersten Behörden und weiteren Leitern herausgehobener Dienststellen (z. B. Bundespräsident, Bundeskanzler, Ministerpräsident, Minister, Präsident des Bundesverfassungsgerichtes, Präsident von Bundestag und Bundesrat, Präsident eines Rechnungshofes) zuzuteilen.
Dem deutschen Bundespräsidenten wird dieses Privileg auf Lebenszeit eingeräumt.
Die anderen Dienststellenleiter müssen auf den Fahrzeugpark zugreifen. Ihnen wird jedoch meist ein Fahrzeug und ein Fahrer zur bevorzugten Benutzung bereitgestellt.

## Chauffeur eines Limousinenservices
Ein Mietwagenunternehmen (im allgemeinen Sprachgebrauch häufig als Limousinenservice bezeichnet) definiert sich durch die Bereitstellung von einem oder mehreren zur Personenbeförderung konzessionierten Mietwagen mit Chauffeur (im allgemeinen Sprachgebrauch meist als Fahrer bezeichnet). Ein wesentlicher Unterschied zum Taxigewerbe ist hierbei, dass der Mietwagen mit Chauffeur im Vorfeld für einen Fahrauftrag und meist für namentlich festgelegte Personen oder Veranstaltungen exklusiv gebucht wird. Gängige Transportmittel sind hierbei, je nach Auftragsart, hochklassige Limousinen oder Vans.
Typische Einsatzgebiete eines Chauffeurs für ein Mietwagenunternehmen sind:
- Durchführung von Flughafentransfers inklusive Abholung von einem vorher festgelegten Abholort (z. B. Terminal, Hotel)
- Beförderung von Veranstaltungs-/Galagästen (Shuttleservice)
- Ausflugs-/Sightseeingfahrten für Touristen
- exklusive Beförderung von VIP-Gästen aus Politik, Wirtschaft, Sport, Musik, Film & Fernsehen etc.

Chauffeure von Limousinenservice übernehmen auch Arbeiten eines Concierge (etwa Reservierungen und Buchungen von Restauranttischen, Konzertkarten oder Geschäftsreiseflugzeugen).

## Arbeitszeiten
Die Tätigkeit des Chauffeurs ist sehr zeitintensiv. Der Einsatz kann unabhängig von der Uhrzeit an sieben Tagen in der Woche notwendig sein. Neben diesen Punkten ist absolute Diskretion über in der Limousine, im Büro, im Haus usw. Gesehenes und Gehörtes geboten.
Bei Behördenkraftfahrern ist die Arbeitszeit durch Tarifverträge auf 10–12 Stunden für Chefkraftfahrer begrenzt.
Chauffeure im berufsmäßigen Personentransport haben sich an die landesüblichen Verordnungen über die Lenk- und Ruhezeiten zu halten.